# جنارك

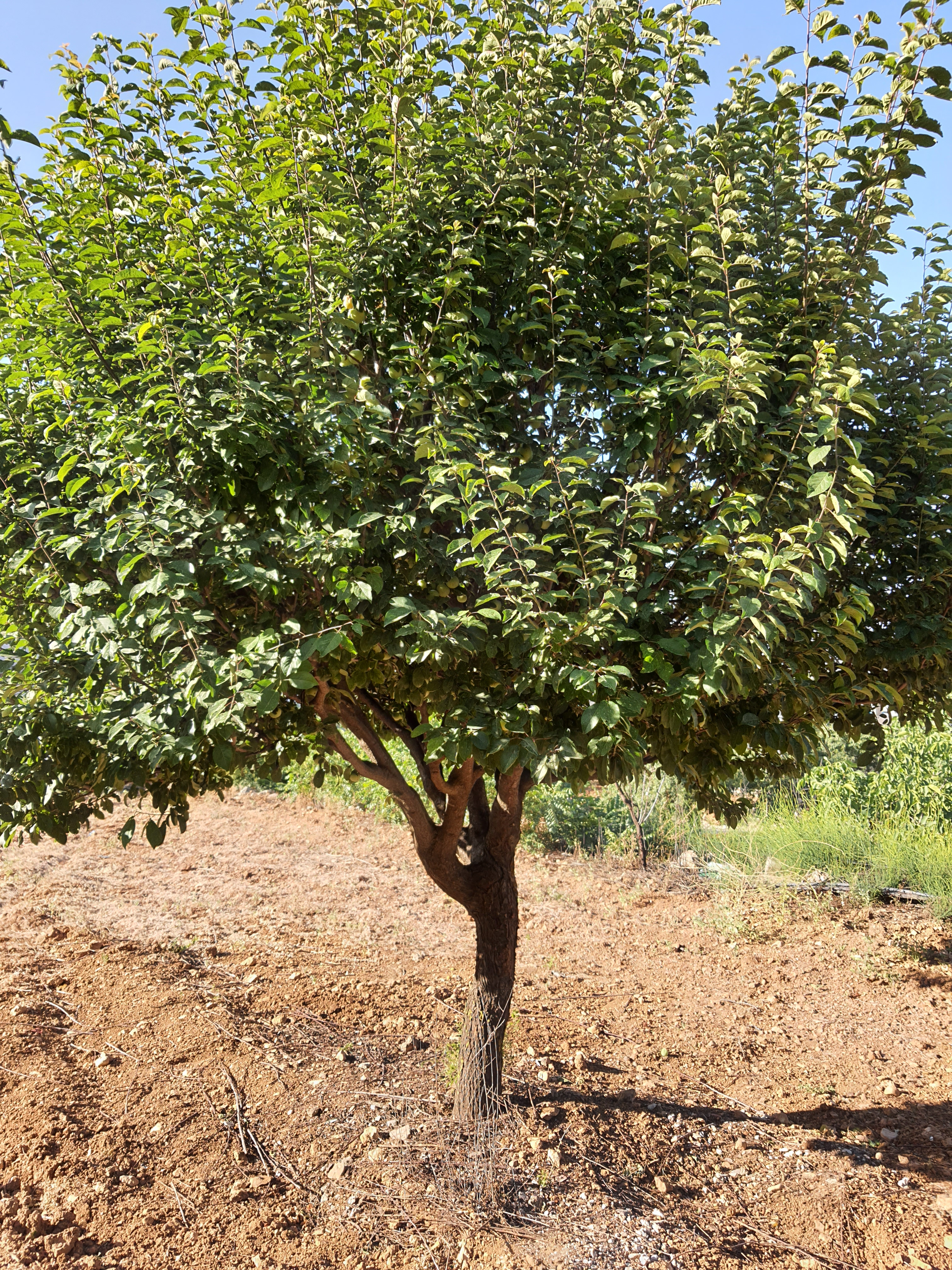
شجرة الجانرك (برقوق أو كرز أخضر)

الجنارِك أو الجارينك او الجانِرك أو الجارِنك أو البرقوق الأخضر أو الشاهلوج (بالتركية: Can Eriği)‏ (الاسم العلمي:Prunus domestica italica) هو نويع من النباتات يتبع نوع الخوخ المستأنس من جنس الخوخ. وهو مستنبت من الخوخ الأوروبي المعروف. تم تهجين الجنارك لأول مرة في مواساك في فرنسا من نوع من الخوخ البري ذي ثمر أخضر يتواجد أصلاً في آسيا الصغرى حيث يسمى جنارك، ومن هنا أصل الاسم المعرب.

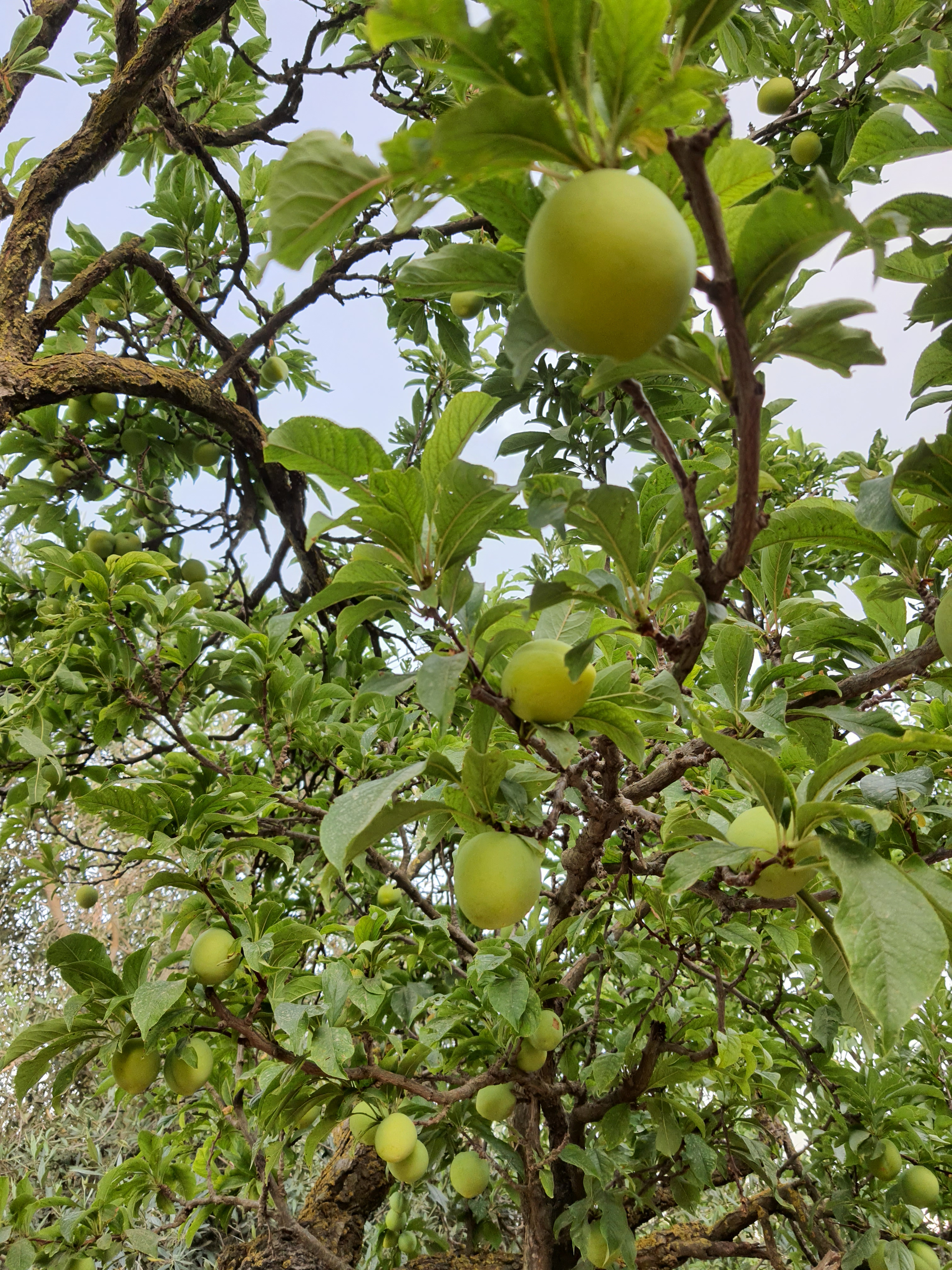
ثمار الجانرك على الشجرة